# Dorohoi
Dorohoi es una ciudad con estatus de municipiu de Rumania en el distrito de Botoşani.

## Geografía

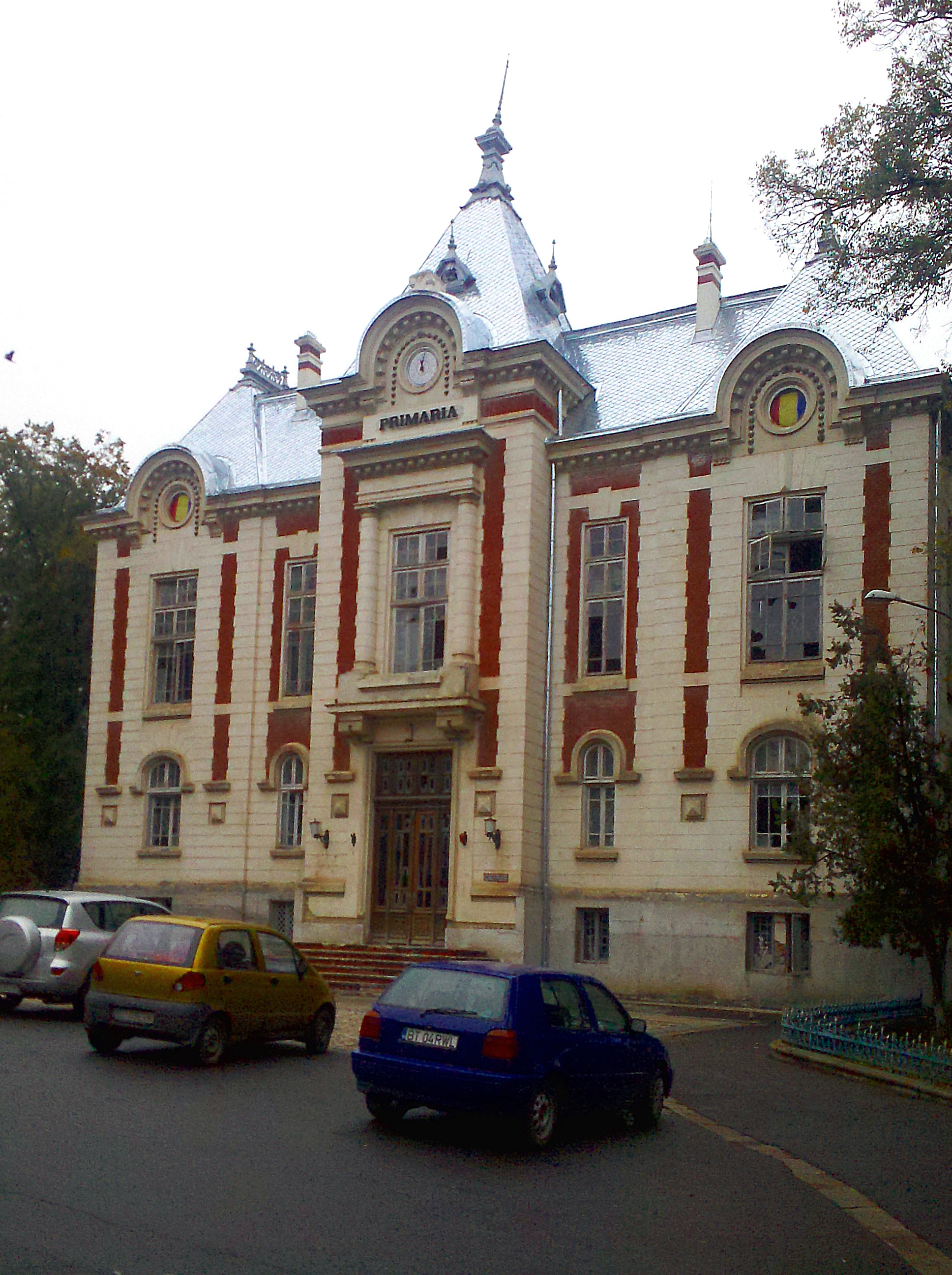
Ayuntamiento de la ciudad.

El municipio se encuentra en la parte noroeste de la llanura de Moldavia, en la confluencia de los ríos Jijia con Buhai. 
Se encuentra a una altitud de 151 m s. n. m. a 483 km de la capital, Bucarest.

## Demografía
Dorohoi en 1930 tenía 15866 habitantes, de los cuales 9707 eran rumanos, 5788 judíos y 121 alemanes. Al censo de 2002 en Dorohoi vivían 30949 personas de las que una gran mayoría 98,32% eran rumanos. En Dorohoi hay también una pequeña comunidad de gitanos con 451 personas o el 1,45% de la población de la ciudad. Por religiones la gran mayoría son ortodoxos rumanos 94,45%.
Según estimación del censo de población de 2012, tiene 31 980 habitantes.
| 1948   | 1956   | 1966   | 1977   | 1992   | 2002   | 2012   |
| 15 036 | 14 771 | 16 699 | 22 161 | 33 739 | 30 949 | 31 980 |

## Patrimonio
- Iglesia de San Nicolás
- Catedral
- Iglesia de madera

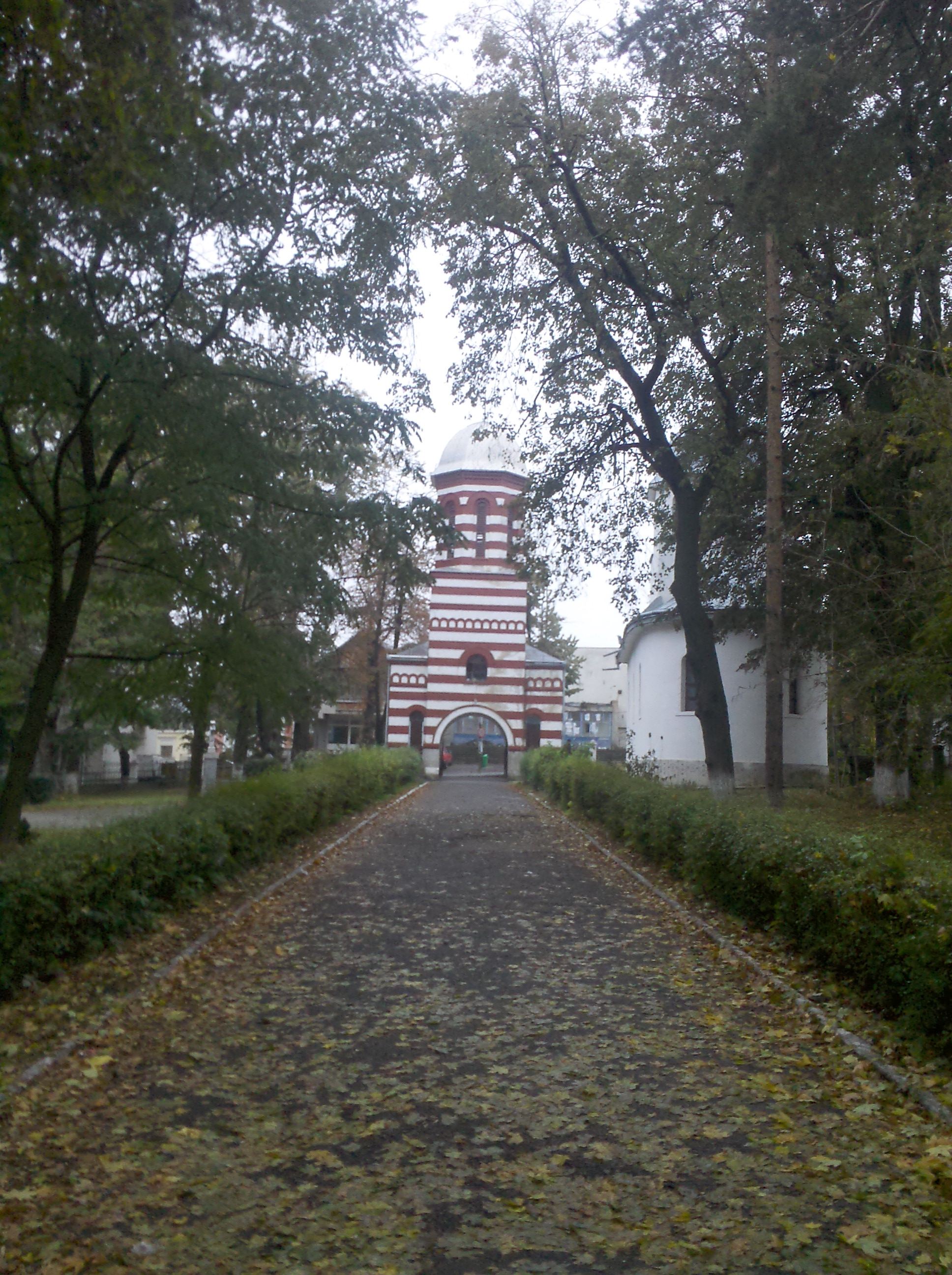
Torre con campanario.

- Museo de las ciencias de la naturaleza
- Museo George Enescu

## Personajes célebres
- Demetre Chiparus (1886 -1947)